# Carnaval in Maastricht
Carnaval in Maastricht (Maastrichts: vastelaovend in Mestreech) is een bijzondere vorm van carnavalsviering in de Nederlandse stad Maastricht. Het Maastrichtse carnaval is een combinatie van Rijnlands carnaval en Bourgondisch carnaval, met een aantal unieke elementen, zoals de Bónte Störm-optocht en het straatcarnaval met tientallen zate hermeniekes. Het Maastrichts carnaval trekt elk jaar een groot aantal bezoekers uit Limburg en andere delen van Nederland. Afwijkend van de gewoonte van met name Brabantse steden en dorpen om tijdens het carnaval een andere naam aan te nemen, blijft Maastricht zich gewoon Mestreech noemen.

## Geschiedenis

### Ontstaan
[[Bestand:|thumb|]]
Over het Maastrichtse carnaval vóór 1800 is weinig bekend. Vastenavond (mardi gras of vette dinsdag) werd traditioneel door katholieken aan de vooravond van de vastentijd gevierd. Kerkelijke en wereldlijke overheden stonden afwijzend tegenover de uitspattingen die zich bij die gelegenheid voordeden. In de middeleeuwen worden deze uitspattingen in diverse raadsverdragen genoemd. Na het Beleg van Maastricht (1632) verbood de militaire gouverneur van Maastricht de feestelijkheden jaar op jaar. De vastenavondviering kwam onder zware druk, maar verdween nooit, zoals diverse archiefstukken bewijzen. Zo deed zich op vastenavond 1773 in een herberg op de Kleine Gracht een fikse ruzie voor tussen de smid Johan Rosen en zijn vrouw Marie. De laatste beklaagde zich volgens de processtukken bij enkele daar aanwezige vrouwen: "Gij houd mijnen man op en oock die swarte hoeragtige Greet met haere swarte hoeragtige oogen, die daar sit tusschen die twee kerels". Ook in de periode van de belegstaat (1830-39), toen Maastricht een "Hollandse" enclave binnen Belgisch gebied vormde, gold een verbod op het vieren van carnaval.

### Momus
In 1839, na het beëindigen van de belegstaat, werd de herensociëteit Momus opgericht. Deze sociëteit gaf het vanouds spontane volksfeest carnaval een meer georganiseerd karakter door naar Rijnlands voorbeeld zittingen en optochten te houden. De zittingen waren vooral bedoeld voor leden van Momus en andere beter gesitueerden, en vonden plaats in de sociëteit Momus aan het Vrijthof. Het volk vierde carnaval op straat, waarvoor echter tal van ge- en verboden golden.
Momus beleefde haar gloriejaren in de tweede helft van de 19e eeuw. In die tijd organiseerde de sociëteit niet alleen het carnaval, maar ook allerlei andere activiteiten voor haar leden. Ook hield men zich bezig met filantropie, onder andere door middel van een gaarkeuken (1846-1919) en Momus' Oudemannenhuis (1888-1955). Al rond de eeuwwisseling ging het slecht met de vereniging. In 1935 werd de laatste optocht georganiseerd. De organisatorische leiding van het carnaval in Maastricht was daarna in handen van Maastricht Vooruit, de voorloper van de Maastrichtse VVV, en het daaruit voortgekomen "comité van vijf".
Momus ging in 1939 ter ziele, maar haar rol werd later overgenomen door De Tempeleers. Tijdens de Tweede Wereldoorlog was het vieren van carnaval verboden. Gemaskerd rondlopen bleef zelfs tot 1949 verboden, waarna het geleidelijk in onbruik raakte.

### Tempeleers en Kachelpiepers
Op 16 november 1945 werd de carnavalsvereniging De Tempeleers opgericht om het Maastrichtse carnaval nieuw leven in te blazen. De Tempeleers waren in feite voortgekomen uit het "comité van vijf", dat al voor de oorlog de carnavalsoptochten organiseerde. De naam van de vereniging was geïnspireerd op de tempeliers, een middeleeuwse geestelijke ridderorde, waarvan de leden bekendstonden als stevige drinkers. Initiatiefnemer en drijvende kracht achter de vereniging was Frans Thewissen. De Tempeleers hebben een bepalende invloed gehad op de ontwikkeling van het Maastrichtse carnaval tot wat het nu is. Naast het aanwijzen van de Stadsprins en het organiseren van de carnavalsoptocht, houdt de vereniging zich, net als haar voorganger, bezig met sjariteit (liefdadigheid).

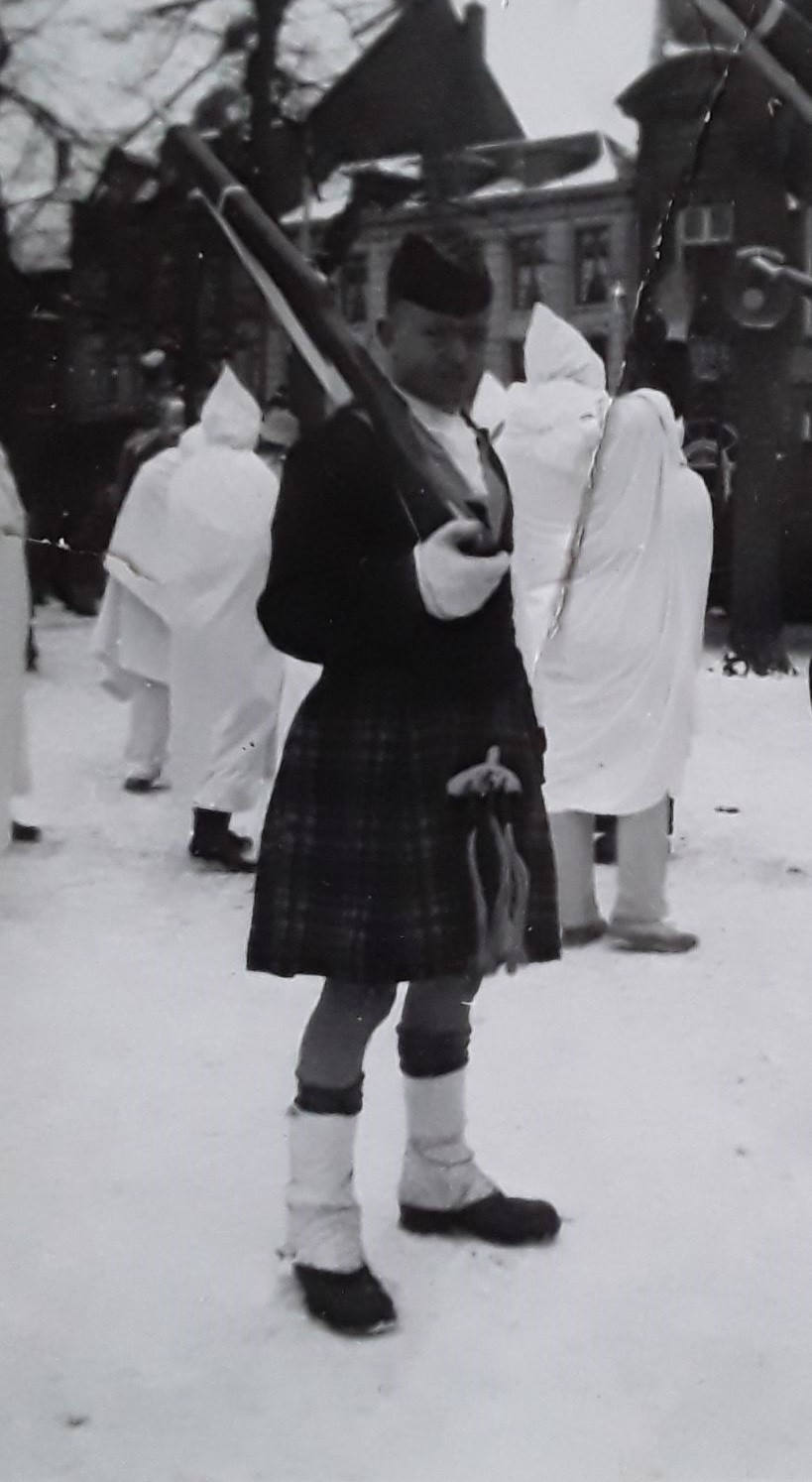
Kachelpieper Theo van Dijk (1953)

Een belangrijk onderdeel van de vereniging is het in 1951 opgerichte Garderizzjemint de Kachelpiepers, een op een militair garderegiment geënt muziekkorps, dat in kilt en Schotse ruit gehuld de Stadsprins begeleidt en ook buiten het carnavalsseizoen talloze evenementen opluistert.

### Recente ontwikkelingen
Sinds de jaren 1970 is het aantal zate hermeniekes (zie hieronder) sterk gestegen, waardoor het straatcarnaval een enorme impuls heeft gekregen. Eind jaren 1990 kwamen daar de sambabands bij, een nieuw element in het Maastrichtse carnaval. In de jaren '70 en '80 konden de hieringbieteconcerten van het Maastrichts Salon Orkest op Aswoensdag zich in een grote populariteit verheugen. Het orkest, onder leiding van André Rieu, ontwikkelde zich later tot het professionele Johann Strauß Orchestra. Het wereldwijde succes van dit orkest betekende het (tijdelijke) einde van de hieringbieteconcerten in Maastricht. Vanaf 2025 wordt het evenement nieuw leven ingeblazen door enkele leden van Rieu's orkest.  
Sinds 2001(?) organiseert de Sjeng Kraft Kompenei, genoemd naar de volkszanger Sjeng Kraft, de "Elfde van de elfde". In enkele jaren groeide het evenement uit tot een ware happening, dat vanuit heel Limburg tienduizenden carnavalsvierders, vooral jongeren, naar Maastricht lokt. Omdat het Vrijthof het grote aantal bezoekers niet meer aankon, verhuisde het evenement in 2020 naar Roermond.
In december 2010 ontstond grote ophef toen burgemeester Onno Hoes verordonneerde dat voortaan tijdens het carnaval bier in plastic glazen getapt moest worden, omdat de vele gebroken glazen tot onveilige situaties geleid zouden hebben. In de media ontstond een storm van protest en carnavalsvereniging De Tempeleers tekende protest aan. Nadat bijna alle gemeenteraadsfracties zich tegen het verbod van bierglazen hadden uitgesproken, schortte de burgemeester het verbod op. In 2024 kwam het verbod er toch en werden de bierglazen ingeruild voor (zachte) plastic bekers en vanaf 2025 voor (harde) kunststof "glazen".
Door de voortschrijdende diversificatie van de Maastrichtse bevolkingssamenstelling - met name door het toenemend aantal niet-Limburgse studenten - is het Maastrichtse carnaval de laatste jaren onderhevig aan sterke veranderingen.  Om studenten meer bij het carnaval te betrekken introduceerden De Tempeleers een eigen carnavalssymbool voor de studenten, Vrouw Wielemösj (onvertaalbaar), net als het Mooswief een pop van een vrouw, wellicht een hospita voorstellend. Het bezit van Vrouw Wielemösj moet elk jaar door de vijf Maastrichtse studentenverenigingen worden bevochten door haar te trachten te schaken.

## Verloop van het Maastrichtse carnaval

### Voorbereidingen
Het evenement "Elfde van de elfde" vindt jaarlijks plaats op 11 november, een datum die vanwege het tweemaal voorkomen van het gekkengetal 11 geldt als het begin van het carnavalsseizoen. Voordat het evenement in 2020 naar Roermond verhuisde, verzamelden zich op het Vrijthof duizenden carnavalsvierders voor het podium waar populaire artiesten als Beppie Kraft, Gé Deenen, Kartoesj, W-Dreej, De Toddezèk en Neet oét Lottum optraden. Vanaf 2020 is er op die dag in Maastricht niet meer veel te doen. Elders in Limburg beginnen vanaf die datum, met een korte onderbreking rond Kerst en Nieuwjaar, de awwieverbals ("oudewijvenbals"). In Maastricht heeft die traditie nauwelijks post gevat.
Hoewel in de verschillende wijken en stadsdelen van Maastricht diverse carnavalsverenigingen actief zijn, allemaal met een eigen Raad van Elf en een Prins Carnaval, is er desalniettemin in Maastricht maar één Stadsprins en dat is de prins die door CV De Tempeleers wordt aangewezen. Kandidaten worden door de Kanselarijraad van De Tempeleers beoordeeld. Vier weken vóór carnaval wordt de naam van de nieuwe Stadsprins bekendgemaakt, altijd aangeduid als Zienen Hoegen Hoeglöstegheid ("Zijne Hoge Hooglustigheid").

### Het eigenlijke carnaval

#### Zaterdag
Zaterdag voor carnaval wordt in de vroege middag de Stadsprins opgehaald op Station Maastricht. Aansluitend trekt een optocht met muziek- en carnavalsverenigingen naar de Markt. Tijdens een carnavaleske ceremonie in het Stadhuis van Maastricht vindt vervolgens de sleuteloverdracht plaats van de burgemeester aan de prins. Deze zitting is alleen op uitnodiging toegankelijk. De spreekstalmeester van De Tempeleers, de otoriteitetoeker ("autoriteitenplager"), neemt tijdens de zitting, waarbij traditioneel ook enkele Haagse politici aanwezig zijn, de plaatselijke (en landelijke) politiek op de hak. 

#### Zondag
Zondag is eigenlijk pas de eerste dag van het driedaagse Maastrichtse carnaval, hoewel tegenwoordig ook al op vrijdag en zaterdag carnaval gevierd wordt. Op zondagochtend vindt op het Vrijthof het inschieten van het carnaval plaats. In aanwezigheid van de Stadsprins en de Raad van Elf worden om 11.11 uur enkele kanonschoten gelost met het Momus-kanon, een klein kanon dat waarschijnlijk in de 19e eeuw is geschonken door een garnizoensofficier die lid was van de Momus-sociëteit. Daarna wordt een pop van het Mooswief (een ouderwets geklede marktvrouw, symbool van het Maastrichtse carnaval) aan een paal omhooggetakeld. Deze pop blijft tot dinsdagavond het middelpunt van het Maastrichtse carnaval.
Op zondagmiddag vindt de Groete Optoch ("grote optocht") plaats, vanaf Wyck, over de Sint Servaasbrug, naar de binnenstad van Maastricht. De optocht is een kleurrijke parade waarin diverse verenigingen en vriendenclubs hun beste beentje voor zetten om een origineel onderwerp uit te beelden. Tussen de geregistreerde carnavalswagens en -groepen bewegen zich kleinere groepjes en individuen, die het geheel tot een bónte störm ("bonte storm") maken. Aansluitend begint het straatcarnaval.

#### Maandag
Carnavalsmaandag begint met de Stumpkeszitting van de Sjeng Kraft Kompenei in café Au Mouton Blanc, een soort comedycafé op Maastrichtse wijze. 's Middags gaat de familieoptocht van start, waarin veel ruimte is voor kinderen. Op het Vrijthof vindt een poetezitting plaats (open podium voor kinderen) en wordt een rijaloet (een soort reidans) gevormd. Elders in de stad gaat het straatcarnaval verder tot ver na middernacht.

#### Dinsdag
Dinsdag is de eigenlijke vastenavond, hoewel de meest fervente carnavalsvierders tegen die tijd aan het eind van hun krachten zijn. Op carnavalsdinsdag vindt 's middags op het Vrijthof het Zate Hermeniekesconcours plaats. De deelnemende zate hermeniekes trekken door het centrum van Maastricht en spelen tot vermaak van het publiek voor een jury op het Vrijthof. Daarbij worden onder andere prijzen uitgereikt voor hard en vals spelen.
Om middernacht wordt het Mooswief na een korte ceremonie omlaaggetakeld, waarmee een einde komt aan het carnaval.

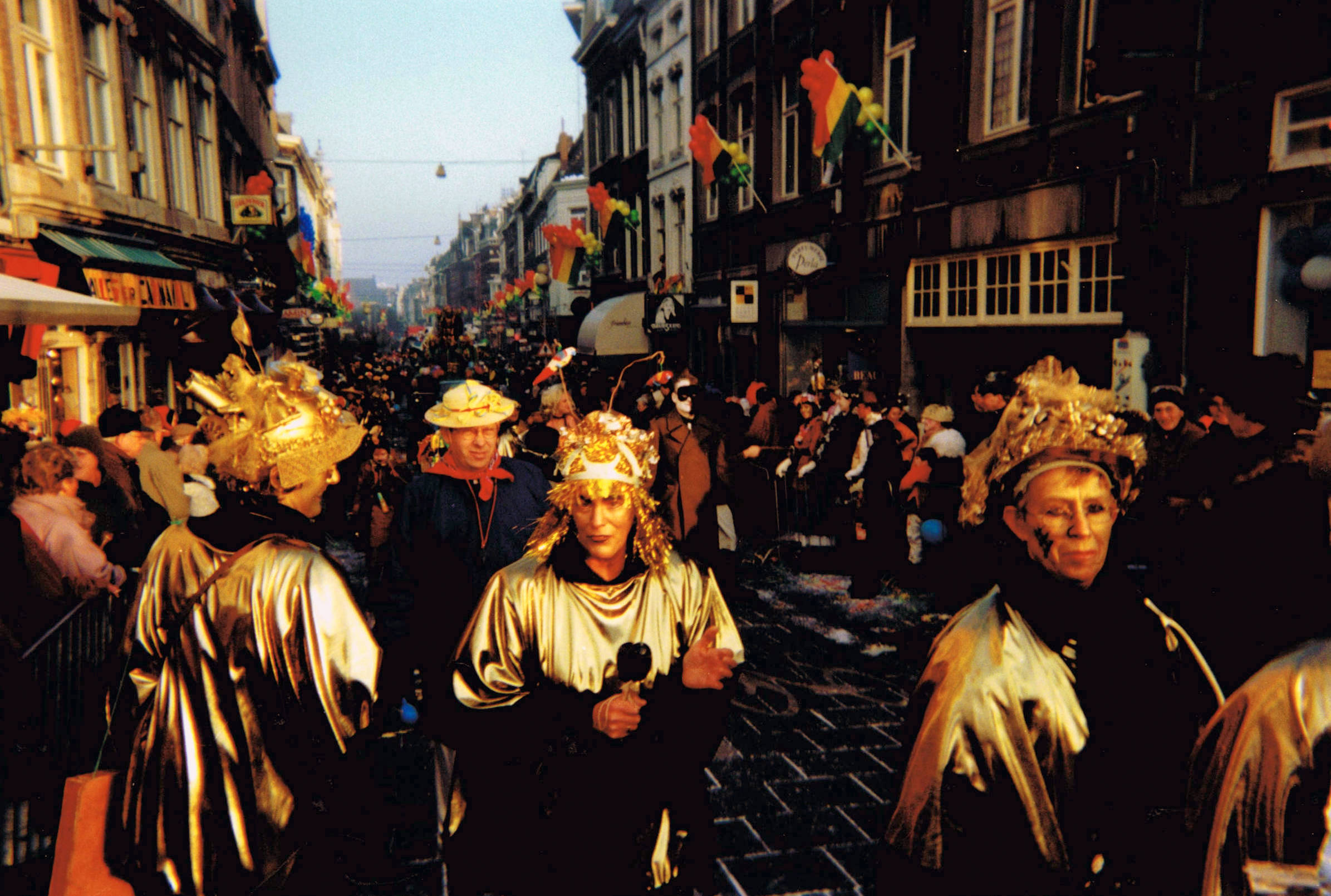
Grote optocht
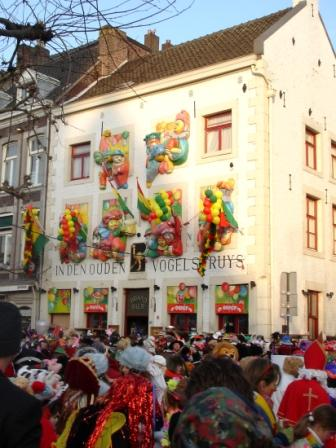
Straatcarnaval
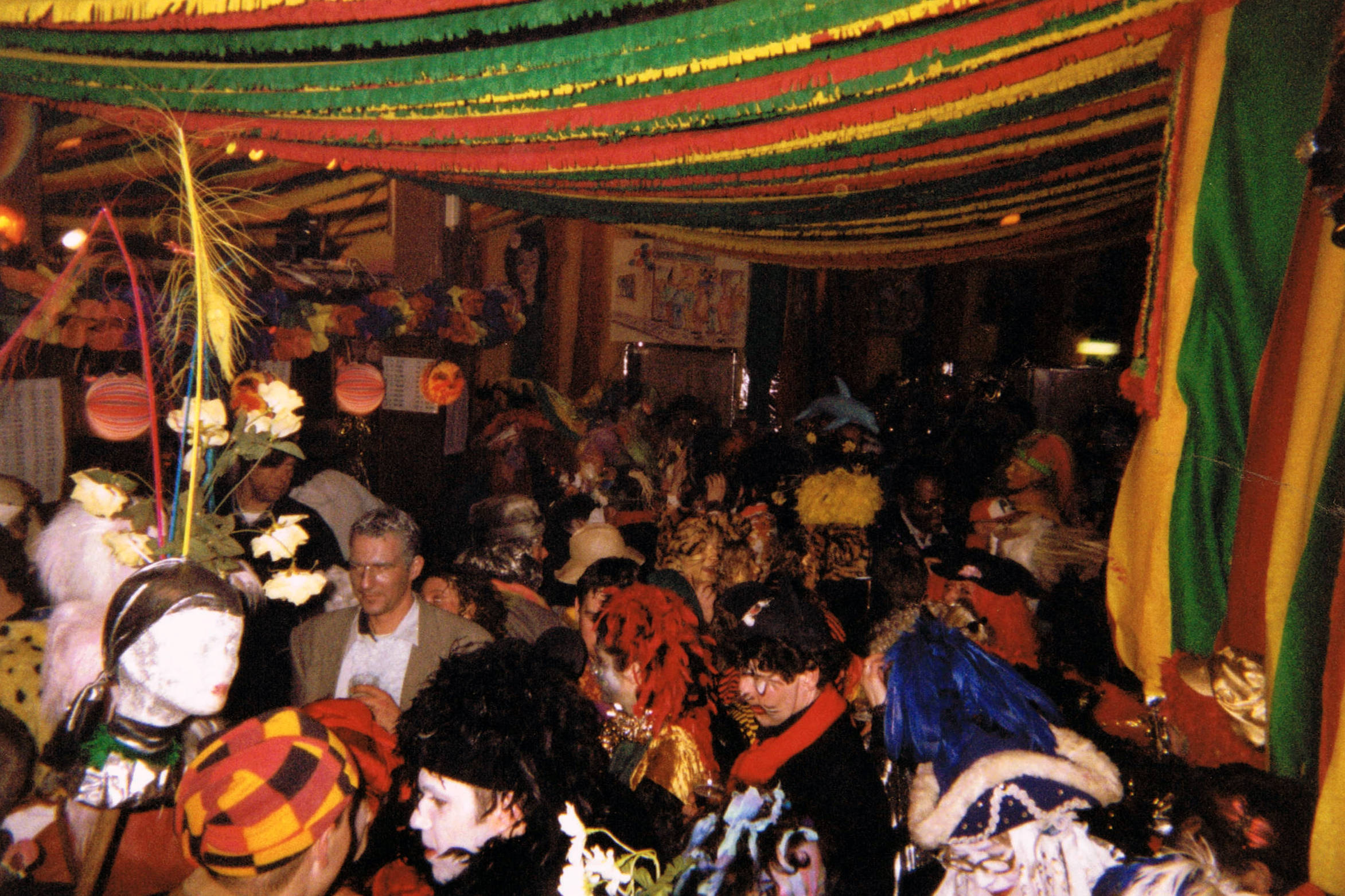
Interieur café
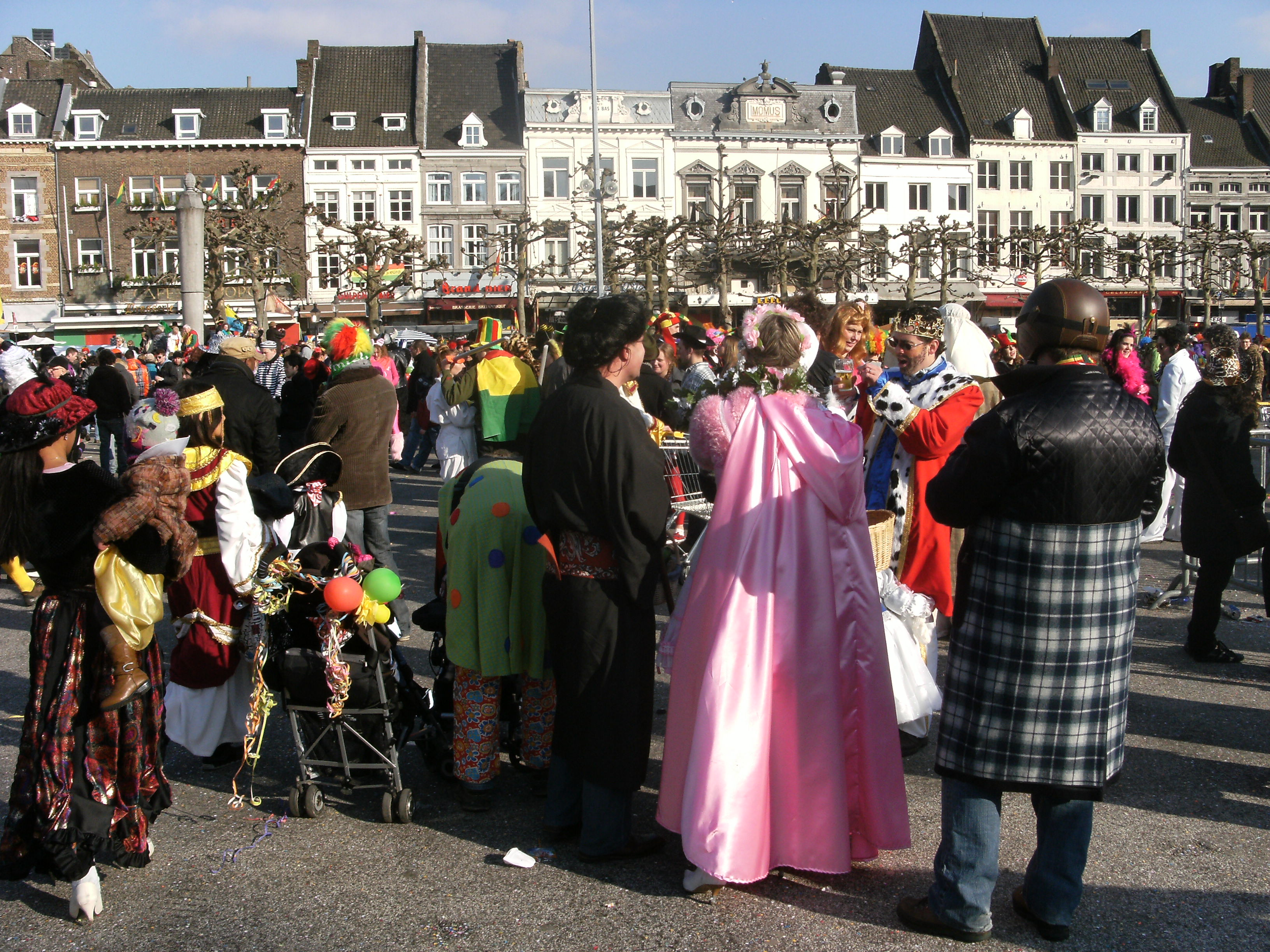
Zaate Herremeniekes-concours

### Na het carnaval
De woensdag na carnaval is het Aswoensdag en begint officieel de vastentijd. In veel cafés wordt bij een glas bier een haring of roggebrood met hoofdkaas (huidvleis) aangeboden, het zogenaamde hieringe biete ("haringen happen").
Liefhebbers van carnaval kunnen zelfs na Aswoensdag nog verder: in sommige Limburgse plaatsen worden op donderdag na carnaval zogenaamde kasteleinsbals gevierd. In sommige plaatsen in de Belgische grensstreek (Maaseik, Malmedy) wordt carnaval met Halfvasten nog eens dunnetjes overgedaan. In Maastricht bestaat die traditie niet.

## Kleding
Zoals in veel plaatsen elders in Nederland, wordt in Maastricht veel aandacht besteed aan de carnavalskostuums (pekskes) en aan het schminken van het gezicht. De outfits van Maastrichtse carnavalsvierders zijn vanouds fantasierijk. In tegenstelling tot het Brabants carnaval, waar de boerenkiel met rode zakdoek populair is, of het Rijnlands carnaval, met een sterke nadruk op 18e- en 19e-eeuwse Pruisische militaire kostuums, voert in Maastricht het zelfgemaakte carnavalskostuum de boventoon. De verklaring hiervoor is wellicht te zoeken in het feit dat Maastricht in de 19e en eerste helft van de 20e eeuw een vrij arme industriestad was, waar carnaval vierende arbeiders gedwongen waren hun eigen kleding en maskers te maken. Bekend was het fenomeen  "beddenlaken om en kussensloop op het hoofd".
In de loop der tijden is de carnavalskleding steeds extravaganter geworden. Sommige carnavalsvierders spenderen veel tijd en geld aan hun carnavalsoutfit. Geleidelijk aan heeft het gebruik van maskers aan populariteit ingeboet. In plaats daarvan wordt het gezicht geschminkt en worden uitbundige hoofdtooien gedragen.

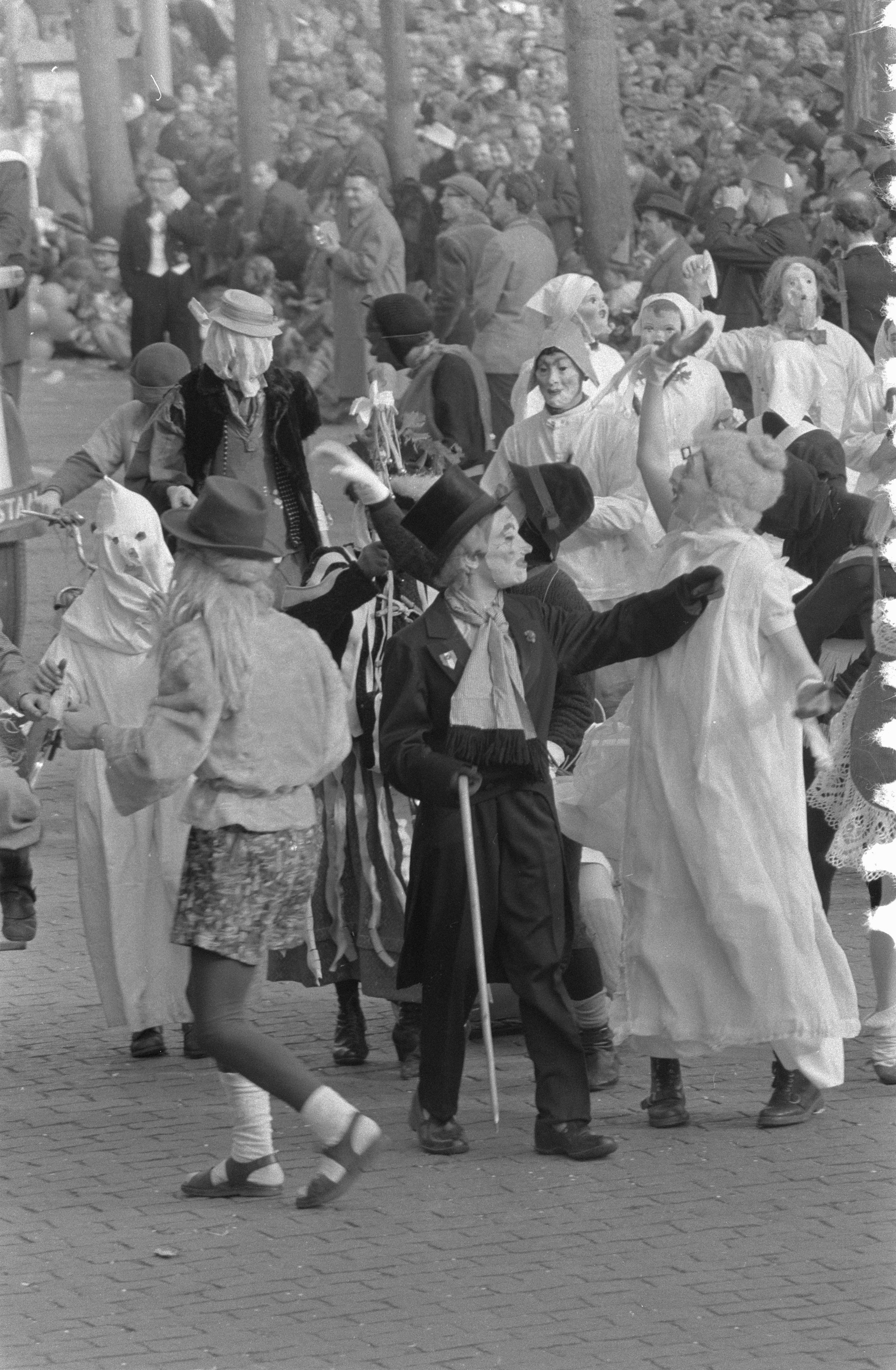
Zelfgemaakte kleding, 1960
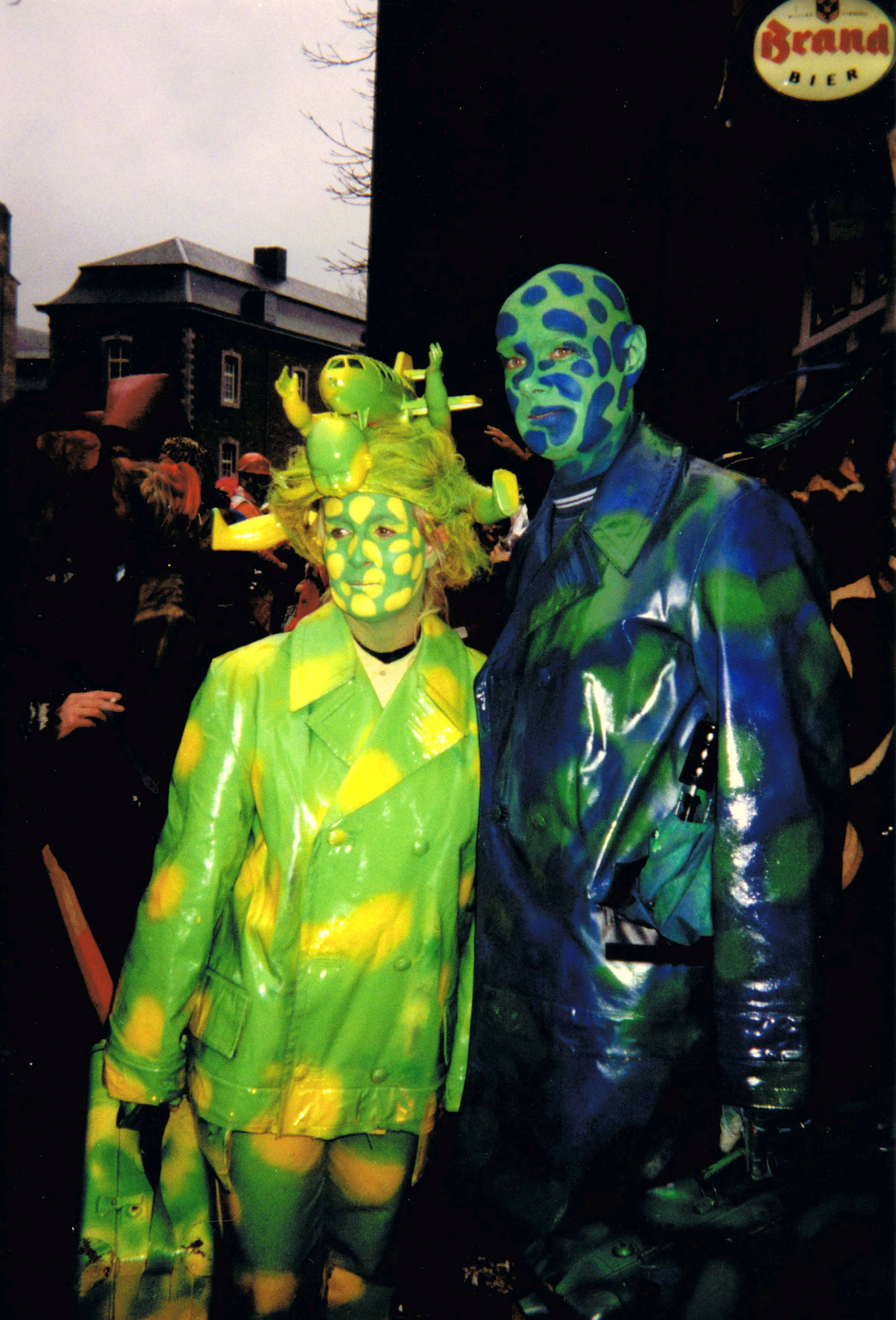
"Moderne kunstpaar", 1998
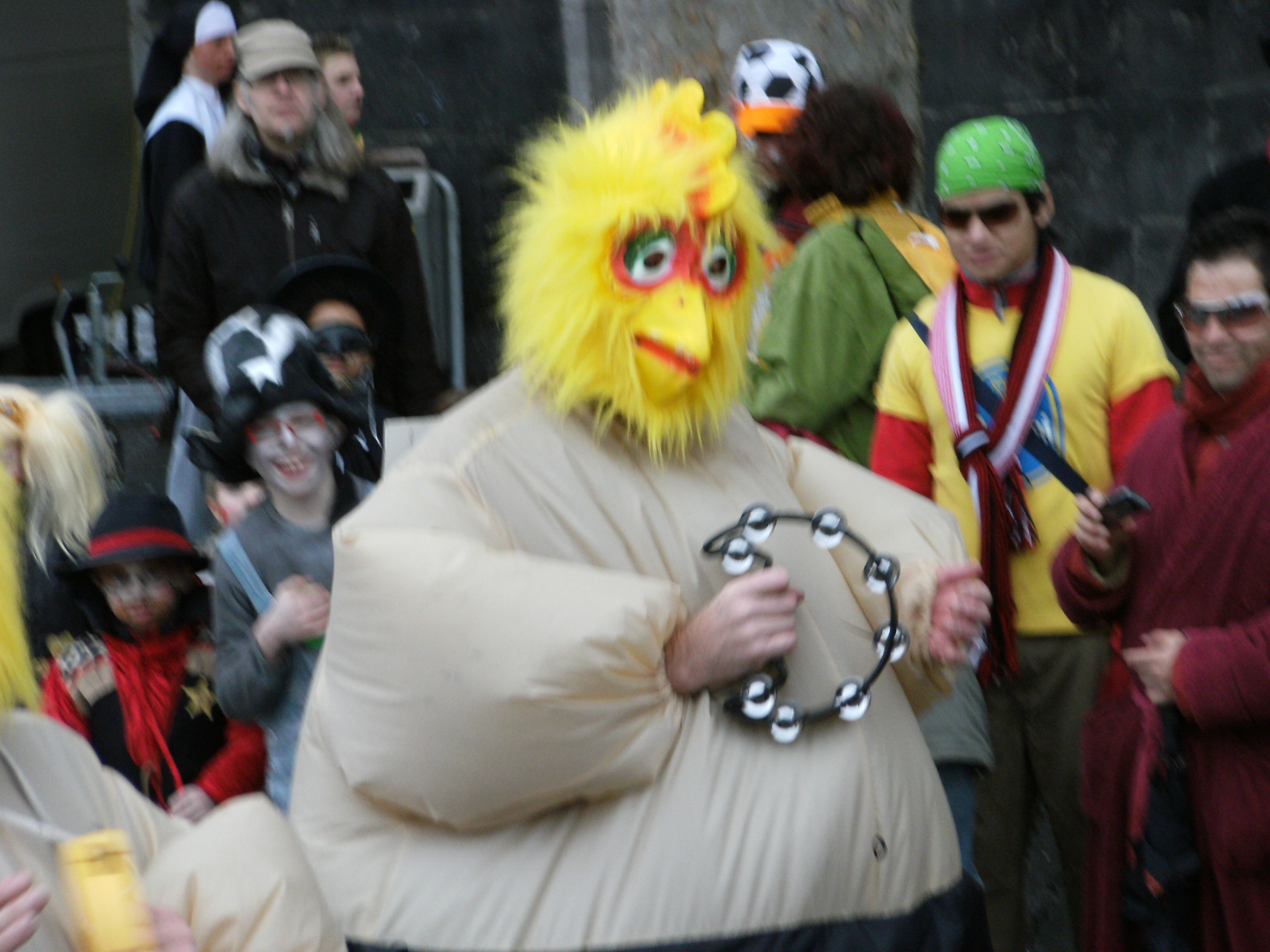
Vreemde vogel, 2009
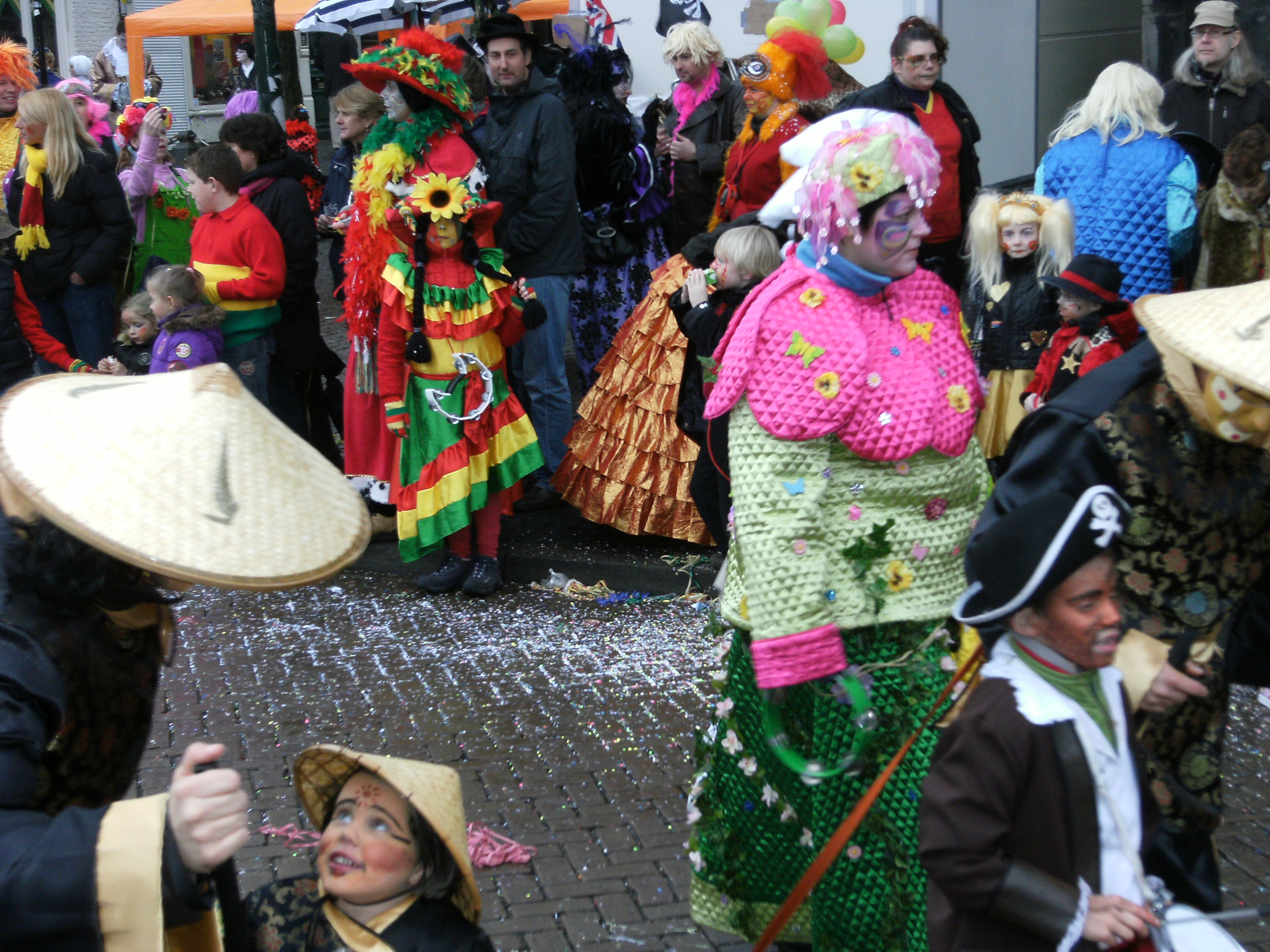
Jong en oud verkleed, 2009

## Muziek

### Maastrichtse carnavalsliedjes

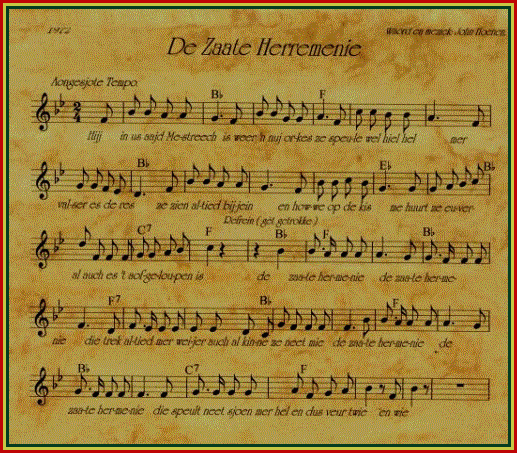
Muziekblad De zaate herremenie (1972)

Maastricht heeft een bijzondere traditie van carnavalsmuziek. Vóór de Tweede Wereldoorlog zong men tijdens carnaval vooral Hollandse garnizoensliederen – Maastricht was tot 1867 vestingstad met een voornamelijk "Hollands" (d.w.z. niet-Limburgs) garnizoen – om het feest cachet te geven. Na de oorlog stimuleerde de carnavalsvereniging De Tempeleers het gebruik van speciaal voor de gelegenheid geschreven liederen (vastelaovesleedjes). Jaarlijks wordt in een concours het carnavalsliedje van het jaar verkozen. Zo is er in de afgelopen zestig, zeventig jaar een groot repertoire van Maastrichtse carnavalsliedjes ontstaan. Het eerste liedje, uit 1946, heette heel toepasselijk Karnaval in Mestreech. Op straat werden deze liedjes aanvankelijk begeleid door accordeons en trompetten, vanaf de jaren zestig door dweilorkesten, de zogenaamde zate hermeniekes.
Bekende Maastrichtse carnavalsliedjes zijn: Karnaval in Mestreech (1946), D'n drekmaan (1952), Miene maan (1954), Meer (1955), Lerang (1956), Verrekespuu (1958), Diech bis op de köpke gevalle (1960), 't Nissjeke (1963), Iech höb 't weer (1966), Diech kins miech tra-la-la-la-la (1967), De zaate herremenie (1972), Boe boe boe (1973), Pak uuch vas (1974), 't Waor gein leefde (1974), De meidskes vaan Mestreech (1975), Mestreech is neet breid (1975), Veer höbbe sjiet aon de luij (1977), Hiel Mestreech dat zingk (1984) en Iech bin zoe verleef (1987).
Terwijl in grote delen van Brabant en Limburg in de jaren 70 en 80 de "Hollandse" carnavalskraker (van onder meer Vader Abraham, Ria Valk en André van Duin) een grote populariteit beleefden, rees er in Maastricht en in sommige andere plaatsen in Limburg verzet hiertegen. In Maastricht werd de lokale carnavalsmuziek sterk gepromoot, waardoor deze in populariteit toenam. Ook de in sommige delen van Limburg populaire Duitse carnavalsschlagers werden in Maastricht weinig gedraaid. Lokale artiesten als Sjeng en Beppie Kraft, Thei en Lenie Menten, Huub Adriaens, Frans Theunisz, De Zingende Potsvrouwe, de Nachraove, Ziesjoem! en Fabrizio, bereikten grote populariteit. Vanaf 1977 kreeg het Limburgse (en Maastrichtse) carnavalslied een sterke impuls door het Limburgs Vastelaovesleedjes Konkoer. In Maastricht vindt daarnaast een eigen verkiezing plaats, georganiseerd door de Samewerkende Mestreechter Vastelaovendsvereiniginge (SMV). Na de Hollandse en Duitse carnavalsschlagers en de Braziliaanse sambagolf, is er de laatste jaren steeds meer andersoortige, niet-carnavaleske muziek te horen tijdens het carnaval in Maastricht, wat sommigen zorgen baart.
Iemand die zich al vele jaren sterk maakt voor het behoud van de Maastrichtse carnavalsliedjes (en andere volksmuziek) is Tiny Fey. In 2008 maakte documentairemaakster Paula Rennings een film over het fenomeen van de Maastrichtse carnavalsliedjes. De documentaire, getiteld 't Sjoenste Leedsje, toont interviews met schrijvers en zangers, afgewisseld met beelden van het Maastrichtse carnaval.

### Zaate hermeniekes, sambabands

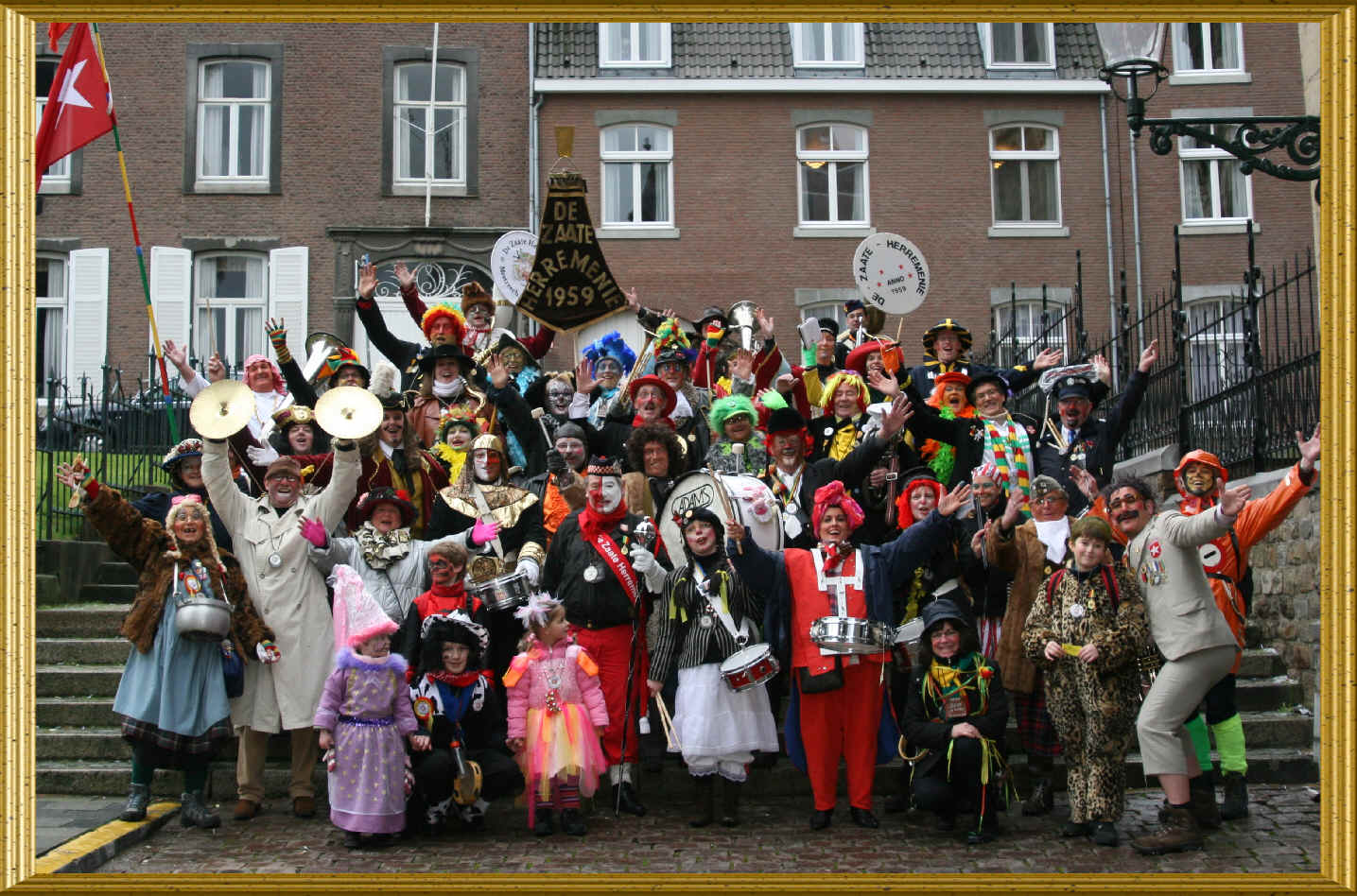
De Zaate Herremenie in 2008

Zate hermeniekes (letterlijk: "dronken harmonieorkestjes") vormen een essentieel onderdeel van het Maastrichtse carnaval. Waarschijnlijk ontstond het fenomeen in navolging van het in 1959 opgerichte orkest De Zaate Herremenie, alhoewel er ook daarvoor al ad hoc gevormde muziekgroepjes tijdens het carnaval door de stad trokken. Een zate hermenie bestaat meestal uit 10 tot 20 muzikanten, die allen op uiteenlopend niveau een blaas- of slaginstrument bespelen. Typische namen zijn: Laat en zaat, De Batjakkers,Vreug en neugter, Naat en druug, Greun en sjerrep, Hel, hoeg en zaat, Staank stief, Herremennoetsmie, In1nge3d, Tetedevau, Blamaasj en Veur de bok zien kloete. De meeste zate hermeniekes hebben één of meerdere stamcafés. Tijdens de drie dagen van het carnaval trekken de hermeniekes, gevolgd door een schare zingende en dansende carnavalsvierders, door de Maastrichtse binnenstad en Wyck, daarbij regelmatig stilhoudend op populaire plekken, zoals het klokpleintje in Wyck, de Kesselskade, de trappen van het Dinghuis, het beeld van de Mestreechter Geis, de Kersenmarkt, het Sint Amorsplein, het Vrijthof en bij hun eigen stamcafés. De ontmoeting van twee hermeniekes leidt tot een kakofonie van geluid en een feest van verbroedering tussen de twee "clans".
Een tamelijk nieuw fenomeen in het Maastrichtse carnaval zijn de sambabands. In de jaren 90 begonnen als een spontaan drumfeest van trommelaars op het Sint Amorsplein, die op zoek waren naar een andere vorm van carnavalsmuziek, zijn er inmiddels meer dan tien sambabands actief tijdens het carnaval. Een van de oudste bands is Segura!, dat in 1997 werd opgericht.

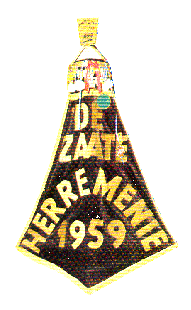
Vaandel De Zaate Herremenie 1959
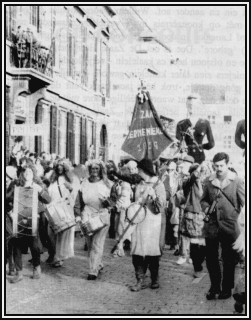
De Zaate Herremenie in de optocht, 1964
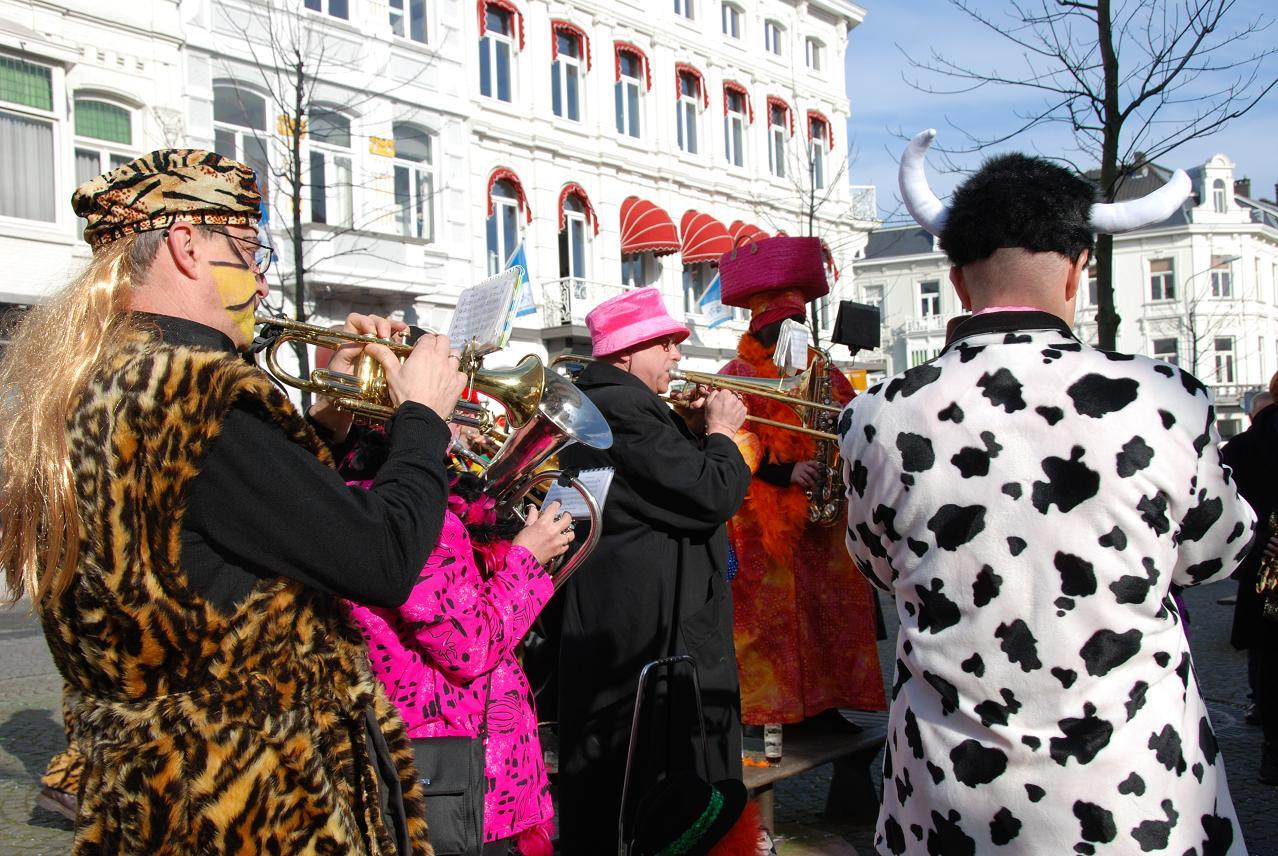
Zaat hermenieke in Wyck, 2007
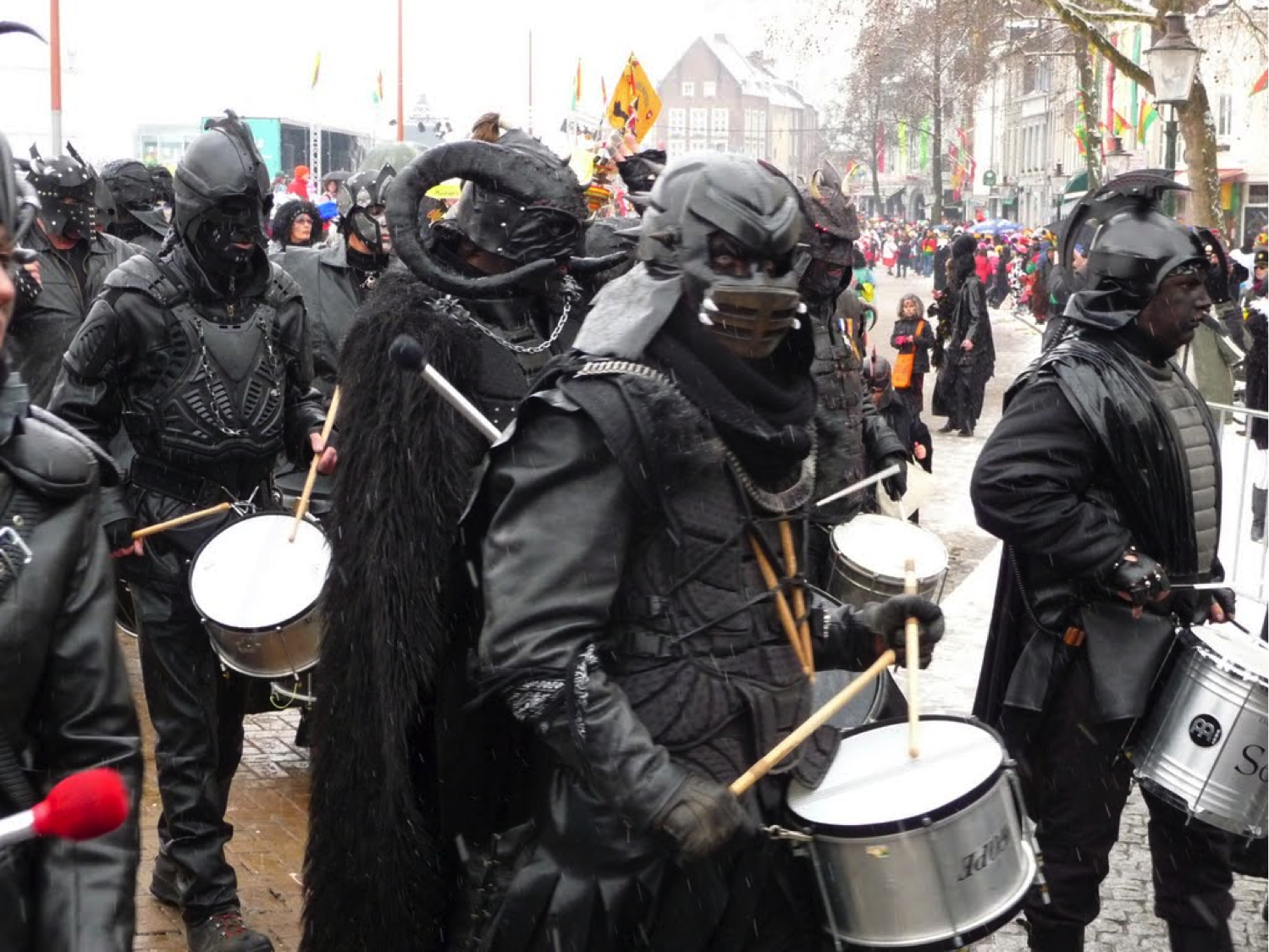
Leden van sambaband Segura!, 2012

## Maastricht tijdens het carnaval

### Binnenstad

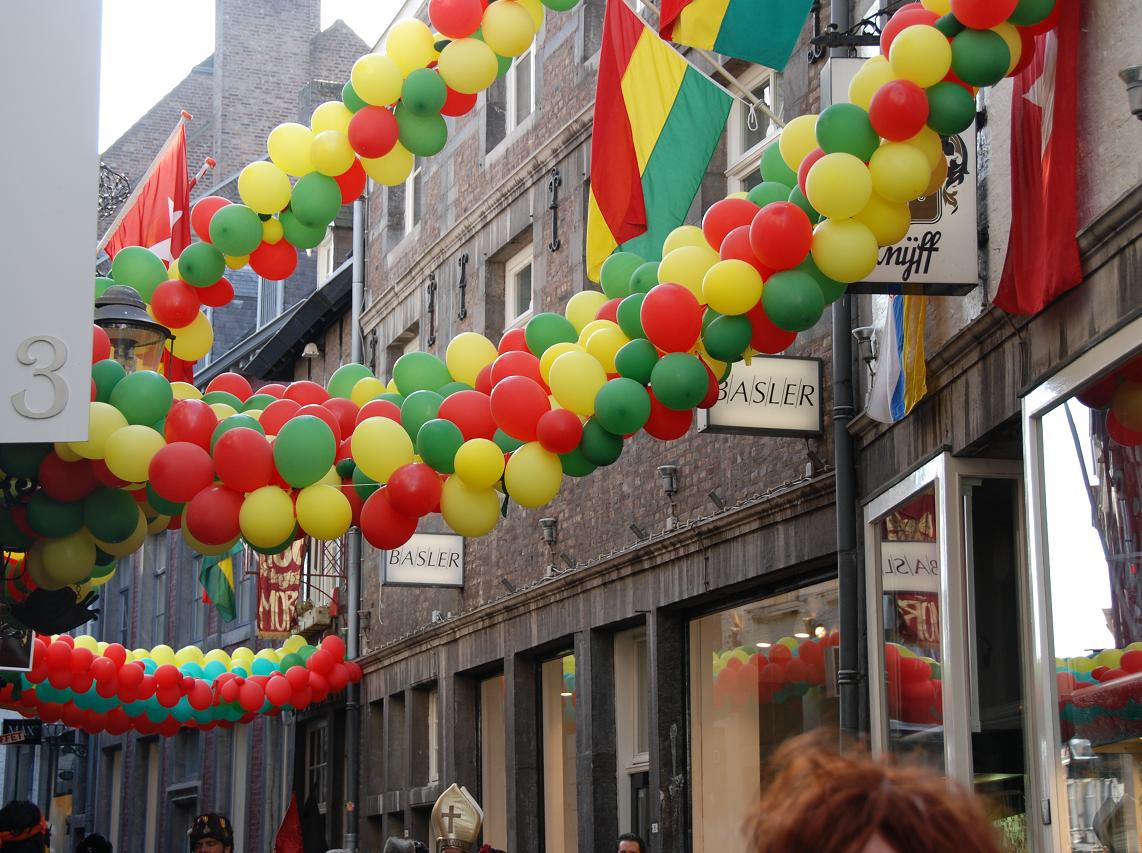
Versierde binnenstad (hier: de Stokstraat)

Tijdens het carnaval is de hele binnenstad van Maastricht versierd met ballonnen, slingers en verlichting, traditioneel in de kleuren van het Rijnlands carnaval: rood, geel en groen. Veel winkeletalages hebben een op het carnaval geïnspireerd aanzicht. Tijdens de drie dagen van het straatcarnaval schermen veel winkeliers hun pui af met houten schotten om beschadiging te voorkomen. Vrijwel alle winkels, behalve supermarkten en sommige andere levensmiddelenwinkels, zijn op carnavalszondag, -maandag en -dinsdag gesloten. Ook veel dienstverlenende bedrijven, overheidsinstellingen en culturele instellingen zoals musea en theaters, zijn met carnaval gesloten.
In recente jaren kozen ook een toenemend aantal horecaondernemingen ervoor om met carnaval gesloten te zijn, vanwege de niet tegen de opbrengsten opwegende extra personeelskosten en de hoge kosten van schoonmaak en herstel na de feestelijkheden. Ook het zelf meebrengen van blikjes supermarktbier en het toegenomen aantal bierkarren worden genoemd als redenen voor de dalende bieromzet van cafés in de binnenstad. Zo bleef in 2014 zelfs de Momus, de bakermat van het Maastrichtse carnaval, gesloten.

### Wyck
Hoewel Wyck een van de centrumwijken van Maastricht is, en dus in alle opzichten deel heeft aan het Maastrichtse carnaval, heeft het toch een eigen carnavalsvereniging en eigen activiteiten. De carnavalsvereniging Keemeleers werd al in 1949 opgericht, aanvankelijk bedoeld voor de wijk Wittevrouwenveld, later voor heel Maastricht-Oost (vóór de annexatie van 1970), met als basis Wyck. Het zogenaamde klokpleintje in de Wycker Brugstraat, en de in de nabijheid daarvan gelegen horecazaken, vormt het brandpunt van het Wycker carnaval. Een vast onderdeel van de festiviteiten in Wyck is een optreden van de Wieker Hofzèngers.

### Elders in de gemeente
Elders in de gemeente Maastricht zijn eveneens carnavalsverenigingen actief, die lokale activiteiten organiseren, vooral voor de jeugd en voor ouderen. In sommige (voormalige) dorpen die thans deel uitmaken van de gemeente Maastricht, vinden optochten plaats, zoals in Wolder, Heugem, Amby, Borgharen en Itteren. Enkele carnavalsverenigingen die actief zijn in de buurten zijn: CV de Drommedarisse (Wyckerpoort, Wittevrouwenveld), CV de Waterratte (Heugem), CV de Sjraveleirs (Heer), CV de Kribbebieters (De Heeg), CV de Sjlaaibök (Amby), CV de Braniemeekers (Limmel, Nazareth), CV de Beerbieters (Borgharen), CV de Vreigeleire (Itteren), CV de Mineurs (Brusselsepoort, Belfort, Daalhof), CV de Mallebergers (Malberg, Caberg, Oud-Caberg, Malpertuis), KV de Mammoeters (Pottenberg), CV de Greune (Wolder), CV de Blouwe (Wolder) en CV de Mosasaurusse (Sint Pieter).

## Symbolen, beelden
Behalve de pop van het Mooswief, die tijdens het hele carnaval aan een paal op het Vrijthof hangt, heeft Maastricht ook een permanent Mooswief: het hardstenen beeld van Charles Vos op de Markt. Het beeld dateert uit 1954 en maakt deel uit van een fontein. Tijdens het carnaval wordt het beeld omhangen met een krans van groenten.
Een ander symbool van het Maastrichtse carnaval is de Mestreechter Geis (Maastrichter geest). Het bronzen beeld van een harlekijn van Mari Andriessen  uit 1962 staat op het pleintje aan het begin van de Stokstraat.
Op het Vrijthof staan twee kunstwerken die verwijzen naar het carnaval: de fontein Hawt uuch vas ("hou elkaar vast") van Frans Gast uit 1978 en de beeldengroep 't Zaat herremenieke van Han van Wetering uit 1993.

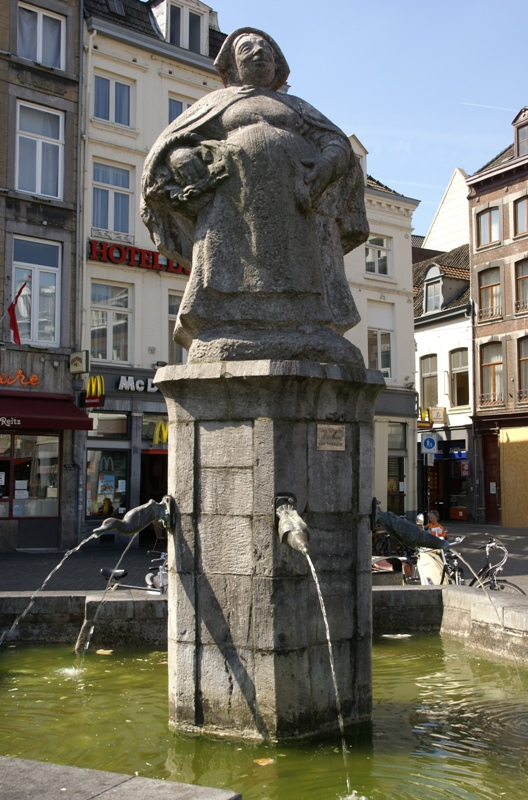
Mooswief
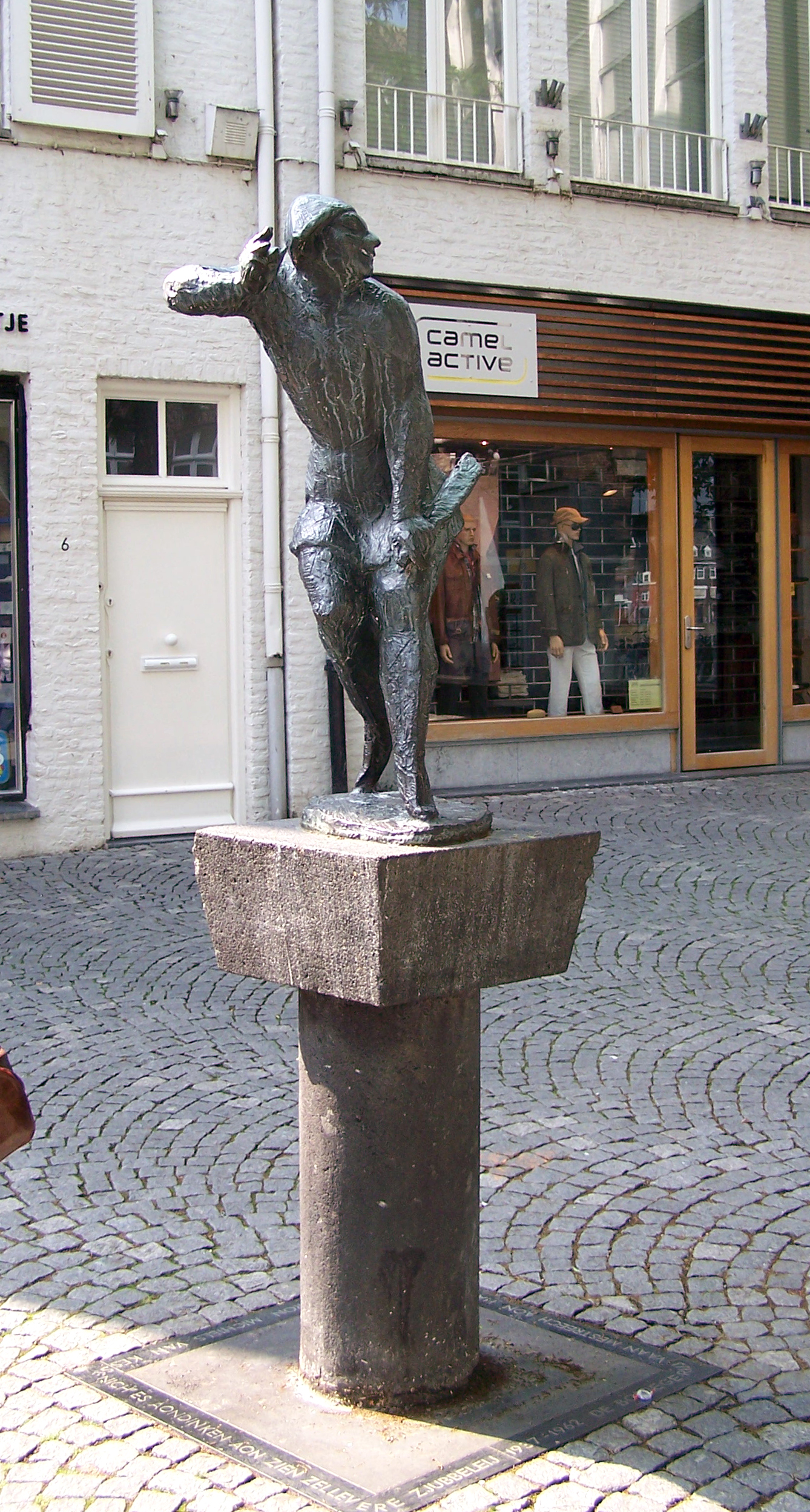
Mestreechter Geis
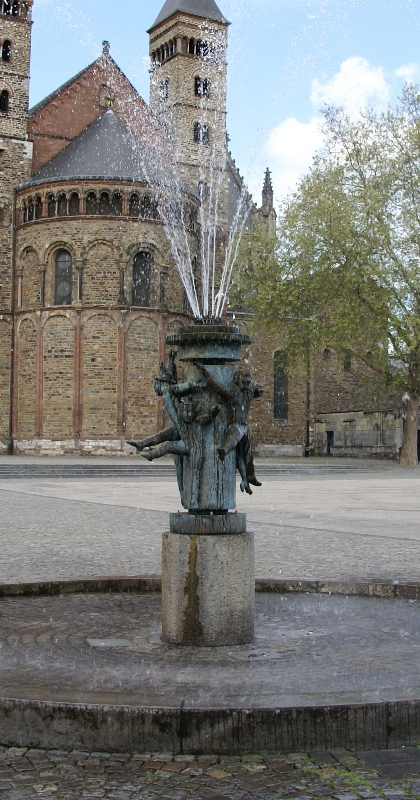
Hawt uuch vas
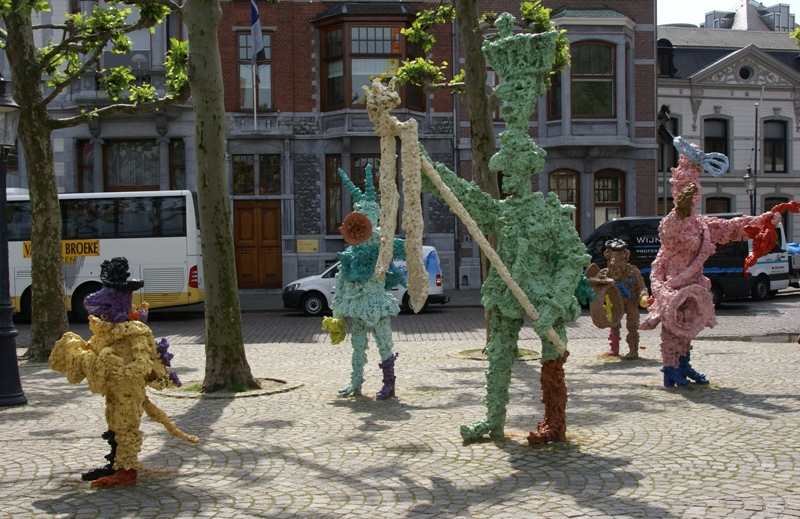
't Zaat herremenieke